# 8624 Kaleycuoco
8624 Kaleycuoco è un asteroide della fascia principale. Scoperto nel 1981, presenta un'orbita caratterizzata da un semiasse maggiore pari a 3,1636633 UA e da un'eccentricità di 0,0309095, inclinata di 9,08210° rispetto all'eclittica.
L'asteroide è dedicato all'attrice Kaley Cuoco, uno dei protagonisti della serie televisiva The Big Bang Theory.